# Nhà thi đấu Tân Bình
Nhà thi đấu Tân Bình hay Trung tâm Văn hóa Thể thao quận Tân Bình là một nhà thi đấu nằm trên địa bàn quận Tân Bình, Thành phố Hồ Chí Minh, Việt Nam. Địa điểm này khánh thành vào tháng 2 năm 1997 và có sức chứa 2.000 chỗ ngồi.

## Sử dụng
Nhà thi đấu Tân Bình là nơi tổ chức thi đấu môn cầu lông tại Đại hội Thể thao Đông Nam Á 2003. Năm 2009, nhà thi đấu là địa điểm thi đấu các trận bóng đá trong nhà nữ của Đại hội Thể thao Trong nhà châu Á 2009.
Câu lạc bộ bóng rổ chuyên nghiệp Saigon Heat chọn nhà thi đấu Tân Bình làm sân nhà khi đội tham dự ASEAN Basketball League từ năm 2012. Từ năm 2014, Saigon Heat đã lấy Nhà thi đấu Trường Quốc tế Canada (CIS Arena) làm sân nhà.
Nhà thi đấu Tân Bình là chủ nhà của ABL Hoops Fest đầu tiên, buổi trình diễn thường niên giữa mùa giải tổ chức từ ngày 15/3/2013 tới 17/3/2013.